# Nation of Islam
La Nation of Islam (NOI) è un movimento afroamericano autodefinitosi "setta islamica militante".
Il gruppo è stato ripetutamente accusato di fomentare l'odio razziale contro i bianchi, come ad esempio in un discorso tenuto nel 1993 al Kean College, quando il rappresentante della NOI Khalid Abdul Muhammad affermò che ai bianchi sudafricani dovevano essere concesse 24 ore per lasciare il loro paese, e che chiunque fosse rimasto dopo quel momento avrebbe dovuto essere ucciso. Secondo il Southern Poverty Law Center, la NOI promuove il suprematismo nero e la retorica anti-LGBT.

## Storia
Il movimento è stato fondato nel luglio 1930 a Detroit da Wallace Fard Muhammad. Uno dei capi principali, Elijah Muhammad, sosteneva la teoria dell'"afroislamismo", secondo la quale i discendenti delle vittime del mercato schiavista dovrebbero riabbracciare le tradizioni e la religione predominante del loro paese di origine, ovvero l'Islam. Allo scopo di ripristinare questo status la NOI si prefigge l'obiettivo di creare all'interno degli Stati Uniti una nazione esclusivamente nera filo-islamica.
La NOI è nota anche per essere stata sospettata, come mandante, dell'omicidio della sua ex-guida Malcolm X, che aveva la colpa di averla abbandonata. Gli esecutori materiali erano infatti membri della NOI.
Il dirigente attuale è Louis Farrakhan.
La NOI non rende pubblico il numero dei propri adepti, tuttavia, nel 2007, i seguaci stimati erano tra i 20.000 e i 50.000.

## Organizzazione
La NOI si organizza in templi, ognuno dei quali è amministrato da un "Ministro del Tempio"; questi templi sono presenti in tutte le più importanti città statunitensi e hanno la funzione di avvicinare la popolazione afroamericana di quel luogo alle idee dell'organizzazione. 
Uno dei più famosi attivisti della NOI fu il celebre Malcolm X. Uno degli aderenti più famosi è stato Muhammad Ali.
L'organizzazione ha sviluppato pregiudizi razziali soprattutto nei confronti degli ebrei e degli anglosassoni.

## Guide
- Wallace Fard Muhammad (1930-1934)
- Elijah Muhammad (1934-1975)
- Warith Deen Mohammed (1975-1976)
- Louis Farrakhan (1981-oggi)